# Roșiori
Roșiori es una comuna ubicada en el distrito de Ialomița, Rumania.

## Superficie
Cuenta con una superficie de 23,83 kilómetros cuadrados.

## Demografía
Hasta 2021 la población era de 1942 habitantes, con una densidad de población de 81,49 habitantes por kilómetro cuadrado.